# Coussay
Coussay is een gemeente in het Franse departement Vienne (regio Nouvelle-Aquitaine) en telt 265 inwoners (1999). De plaats maakt deel uit van het arrondissement Châtellerault.

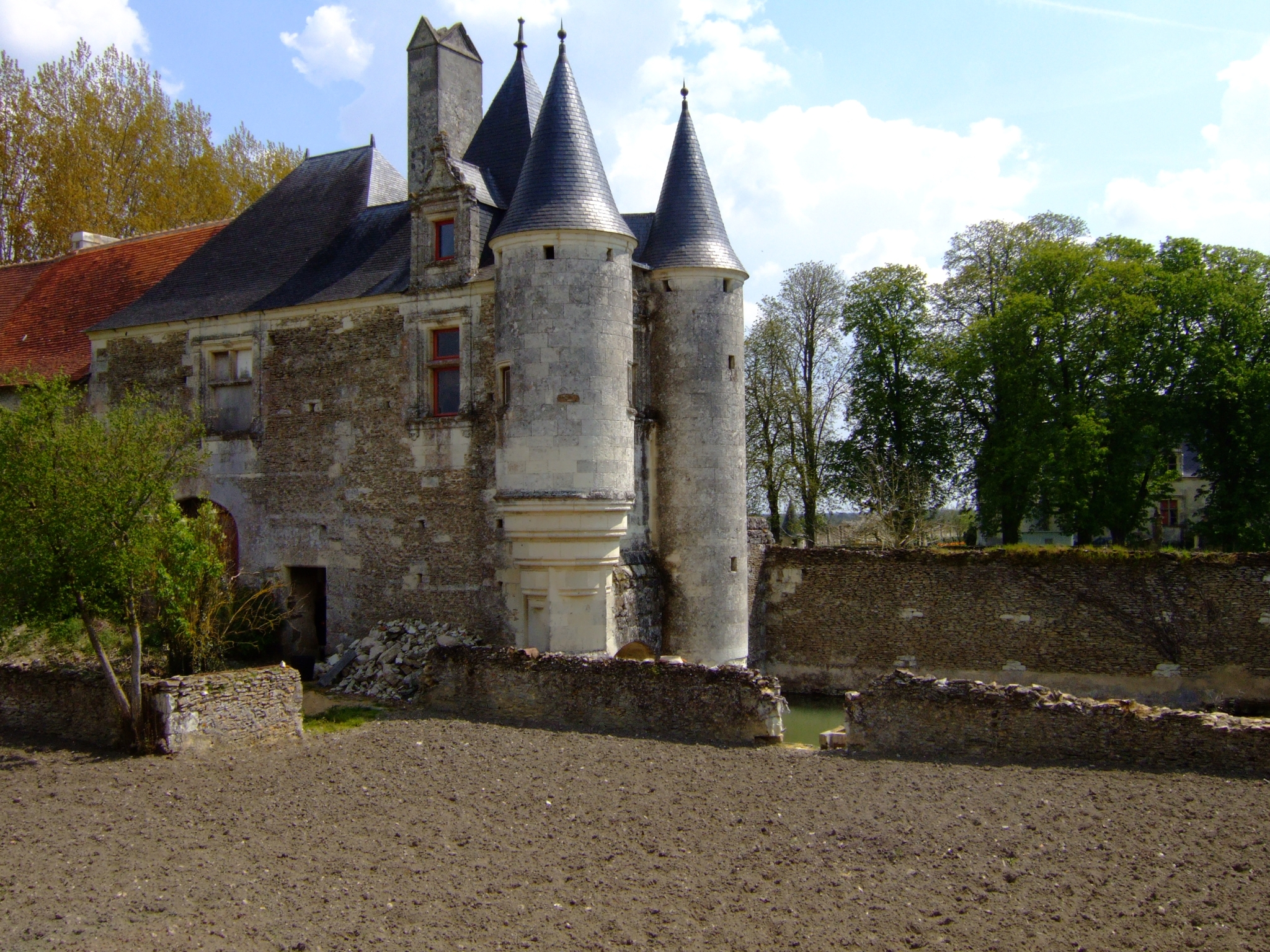
Kasteel

## Geografie
De oppervlakte van Coussay bedraagt 20,3 km², de bevolkingsdichtheid is 13,1 inwoners per km².
De onderstaande kaart toont de ligging van Coussay met de belangrijkste infrastructuur en aangrenzende gemeenten.

## Demografie
Onderstaande figuur toont het verloop van het inwonertal (bron: INSEE-tellingen).